# Autódromo Internacional do Algarve

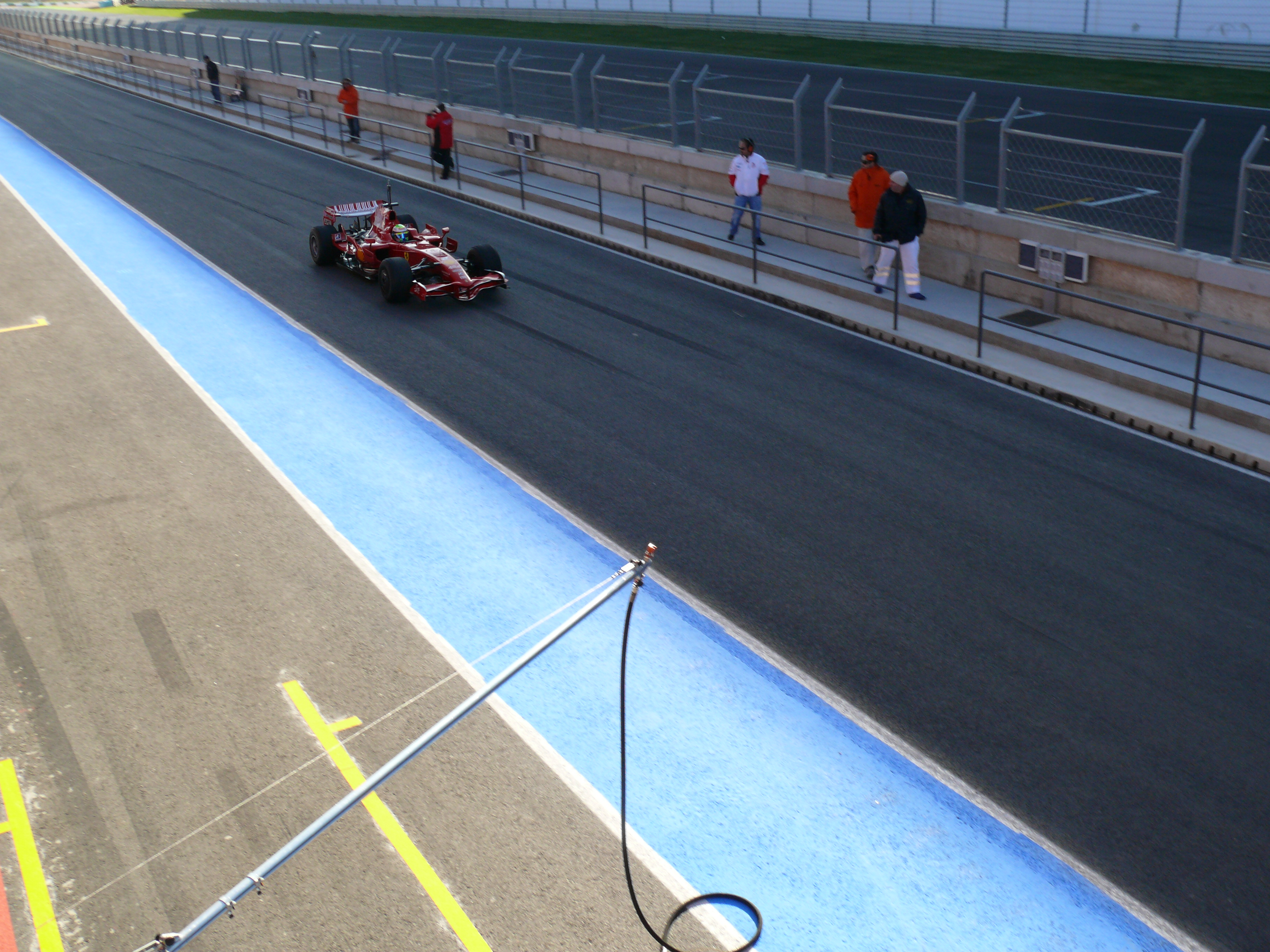
Felipe Massa tijdens een F1-test op het circuit in 2008

Het Autódromo Internacional do Algarve is een 4,692 kilometer lang racecircuit in gemeente Portimão, Portugal. De bouw van het circuit werd in oktober 2008 afgerond. Het circuit is goedgekeurd door zowel de FIA (autosportfederatie) als de FIM (motorsportfederatie).
Hoewel het circuit meestal geen deel uitmaakt van het kampioenschap voor de hoogste auto- en motorsportklassen (Formule 1 en MotoGP), wordt het wel gezien als een van de vooraanstaande testlocaties.
Op 24 juli 2020 werd aangekondigd dat er tijdens het aangepaste Formule 1 seizoen voor het eerst een officiële Grand Prix Formule 1 zou worden verreden. Dit omdat de kalender van het seizoen grondig aangepast moest worden naar aanleiding van de COVID-19 uitbraak. De GP van Portugal 2020 werd verreden op 25 oktober. In het seizoen 2021 werd er op 2 mei nogmaals een Grand Prix verreden op het circuit.
Om dezelfde redenen werd in het Wereldkampioenschap wegrace in het seizoen 2020 op 22 november de Grand Prix-wegrace van Portugal verreden op dit circuit. In het seizoen 2021 staat deze wedstrijd voor 18 april op de kalender.

## Kampioenschappen
Op het circuit werden en worden races georganiseerd in onderstaande kampioenschappen in de autosport en motorsport:
Autosport
A1GP
Formule 1
Formule 2
Europees Formule 3-kampioenschap
GP2 Series
Le Mans Series
Superleague Formula
World Series Formule V8 3.5
World Touring Car Cup
Motorsport
Wereldkampioenschap superbike
Wereldkampioenschap Supersport